# Mal torrent de Maçana
El torrent de Maçana o Mal torrent de Maçana és un torrent de la Serra de Tramuntana que neix als comellars de Míner i de la Mola (Pollença), recorre tota la vall del Camí Vell de Pollença (Campanet) i desemboca al torrent de Sant Miquel vora l'església de Sant Miquel de Campanet. Té una longitud d'uns 5 km i una conca hidrogràfica d'uns 25 km².
Es tracta d'un torrent càrstic i, en conseqüència, només porta aigua en èpoques de pluges. El nom de «mal torrent» li ve per les dificultats d'utilitzar-lo com a via d'accés cap a Fartàritx i Míner, atès que s'embarranca, cosa que permet recórrer-lo com a torrent esportiu.
Molt a prop de la confluència al torrent de Sant Miquel rep les aigües de les Fonts Ufanes, famoses perquè brollen de manera infreqüent, sobtada i espectacular.

## Recorregut
Neix als comellars meridionals del Puig de Ca de Míner i de la Moleta de Fartàritx d'en Roig, a les possessions de la Mola i Míner Gran, a Pollença, de la unió de la Coma Herba (Míner) i el comellar del Gorg dels Voltors, just abans d'entrar dins el terme de Campanet.
Just quan abandona l'alta muntanya i entra al Raiguer té una petita presa que irriga la possessió de Maçana (de la qual rep el nom). Rep l'afluència dels saragalls de Maçana, del bosc de Son Monjo i el torrentó de Son Embaràs, i, a la Palanca de Biniatró, per la dreta rep el curs de la síquia de Fangar, que prové del torrentó de Maçana i neix al comellar de la Cuculla de Maçana. Tot seguit, pel marge dret rep les aigües del torrent de Biniatró, que neix als comellars que davallen del Puig Tomir, el coll de Fartàritx, Míner Gran i la serra del Pas d'en Bisquerra. Escassos metres més endavant, i pel mateix marge dret, rep les aigües del torrent de les Fonts Ufanes, torrent de Costurer o torrent de Teló, que prové dels comellars de la possessió de Teló i porta les aigües de les Fonts Ufanes. Desemboca uns 500 m més avall al torrent de Sant Miquel, pel seu marge esquerre, vora el pont Gros i l'església de Sant Miquel, el qual aboca les aigües a l'Albufera de Muro.